# Francesco Gonzaga (1444–1483)
Francesco Gonzaga (ur. 15 marca 1444 w Mantui, zm. 21 października 1483 w Bolonii) – włoski kardynał.

## Życiorys
Pochodził z rodu książąt Mantui, jego rodzicami byli Ludwik III Gonzaga i Barbara brandenburska. W dzieciństwie przeznaczono go do stanu duchownego. Na życzenie księcia Albrechta III, elektora brandenburskiego papież Pius II na konsystorzu 18 grudnia 1461 mianował go kardynałem diakonem S. Maria Nuova. 12 sierpnia 1464 wybrano go biskupem Brixen, a dwa lata później został administratorem apostolskim rodzinnej Mantui. Uczestniczył w konklawe 1464 i 1471. Legat w Bolonii 1471-1480 i od grudnia 1482. Administrator archidiecezji Lund (1472-1474) i diecezji Bolonia (od 1476). W 1474 podejmował w Rzymie króla duńsko-norweskiego Chrystiana. Zmarł w Bolonii w wieku 39 lat prawdopodobnie wskutek zatrucia wodą zawierającą siarczany.
Francesco Gonzaga był pierwszym reprezentantem północnowłoskiego rodu książęcego w kolegium kardynalskim. Podobnie jak wielu innych dostojników kościelnych w tamtym czasie prowadził rozwiązłe życie; miał naturalnego syna Francesco, zwanego il cardinalino (ur. 1477, zm. 1511), ale był znany także z hojności dla biednych oraz wielkiej czci okazywanej Dziewicy Maryi.